# Stauropus fagi
Stauropus fagi és una espècie de lepidòpters ditrisis de la família dels notodòntids (Notodontidae).

## Descripció<
Fa entre 40 i 70 mm d'envergadura alar. Les ales anteriors són de color gris a gris marró o verd marró, mentre que la part distal té un color lleugerament més clar. Hi ha dues bandes transversals irregulars brillants que sovint són només vagament visibles a les ales davanteres. Les ales posteriors són similars en color, però sense marcar.

## Distribució
Viu en la totalitat de la zona Paleàrtica, excepte en el nord d'Àfrica.

## Desenvolupament
En el primer estadi la larva s'alimenta exclusivament de la seva pròpia closca d'ou i imita una formiga o aranya petita. Això és a causa de les llargues potes toràciques. Si s'altera la larva durant aquest període es retorça violentament sobre ella com si fos una formiga ferida.
Després de canviar la primera pell les larves s'alimenten de les fulles d'auró (Japó), Betula (Illes Britàniques, Finlàndia, Japó), Carpinus (Japó), Castanea (Japó), Castanea crenata (Japó), Cornus (Japó), Corylus (Illes Britàniques, Japó), Corylus avellana (Finlàndia), Fagus (Illes Britàniques) Juglans regia (Europa), Malus (Japó), Malus pumila (Finlàndia), Prunus (Japó), Pterocarya (Japó), Quercus (Illes Britàniques, Japó), Quercus acutissima (Japó), Quercus mongolica (Japó), Quercus serrata (Japó), Salix (Japó), Salix caprea (Finlàndia), Sorbus aucuparia (Finlàndia), Tilia (Japó), Tilia cordata (Finlàndia), Wisteria (Japó) i Zelkova (Japó).
Durant els següents estadis l'eruga agafa encara un aspecte més estrany. Generalment és de color marró vermellós i quan està en posició de repòs es camufla perfectament.
Les larves poden créixer fins a una longitud de 70 mm i si són molestades per un depredador potencial poden posar una mena de pantalla amenaçant amb les potes toràciques esteses i el cap arquejat cap enrere sobre el cos.
La larva es converteix en pupa dins un capoll fort.
L'adult emergeix l'any següent del maig fins al juliol, depenent de les condicions ambientals.

## Galeria

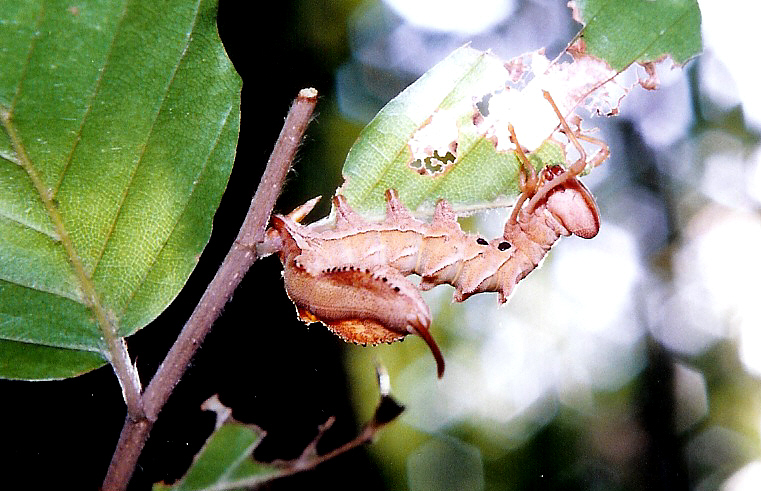
Larva
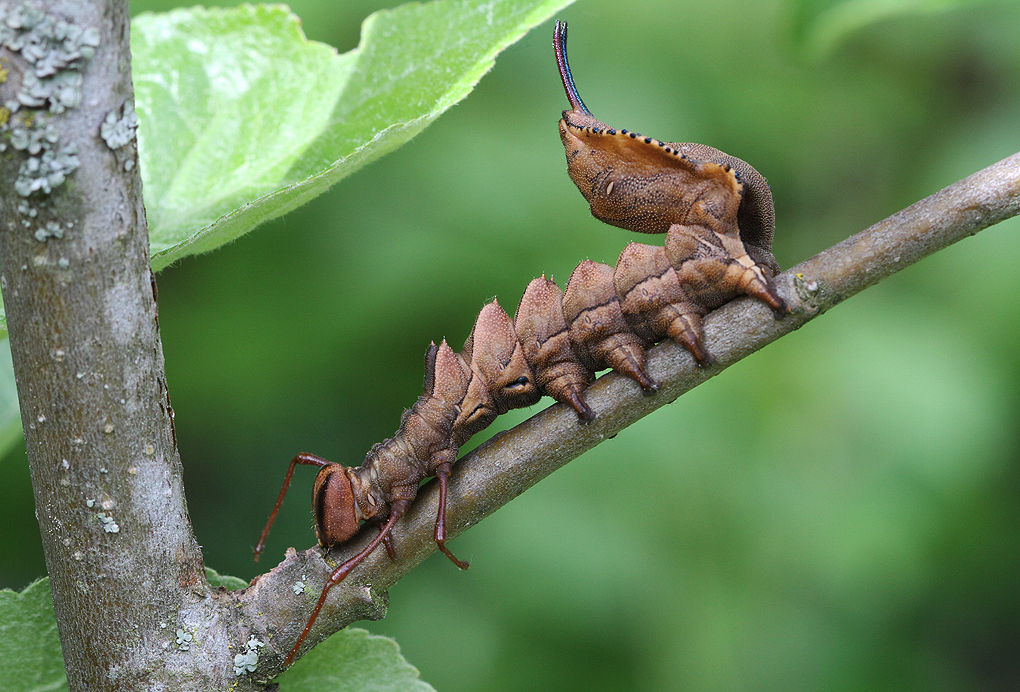
Larva
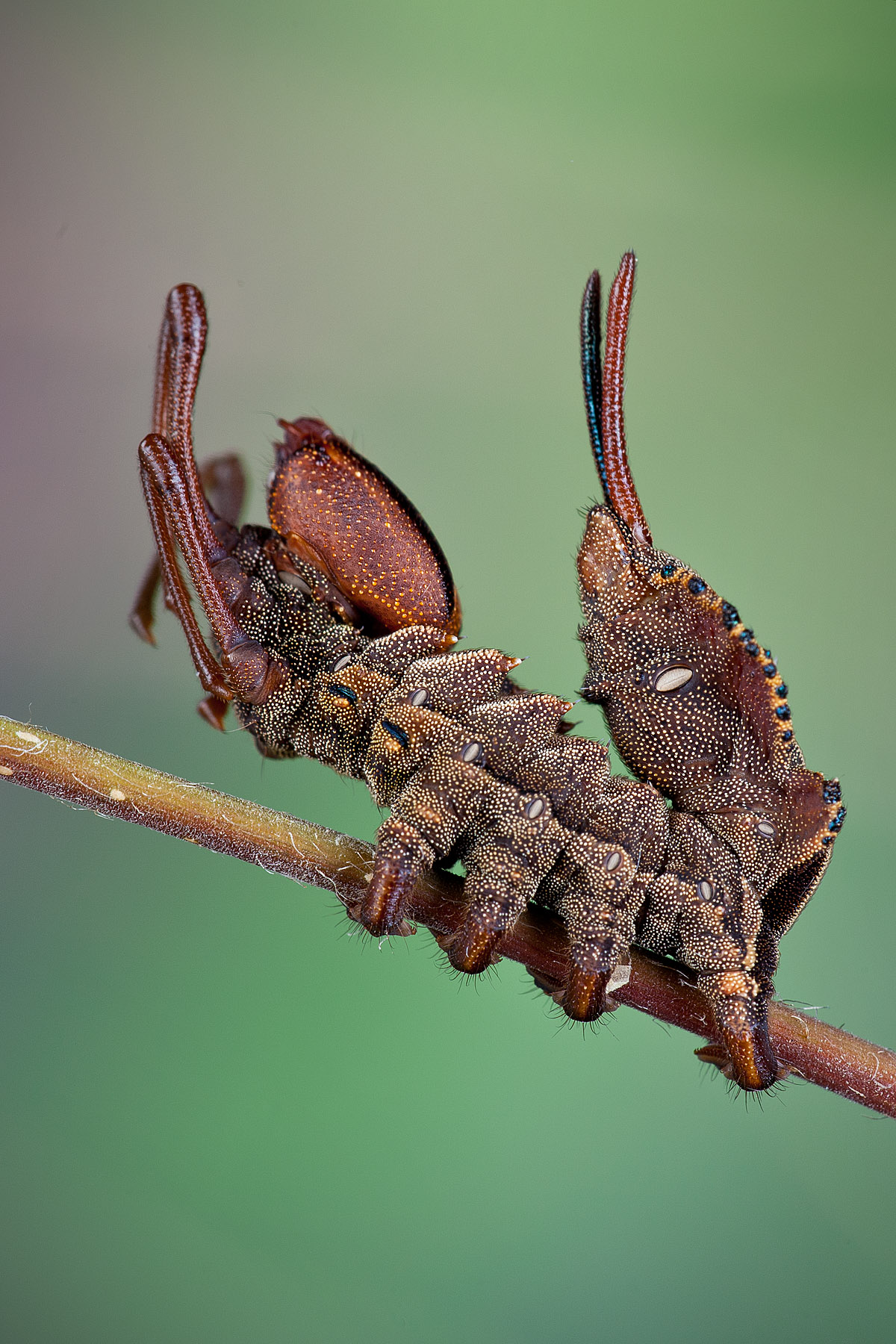
Larva
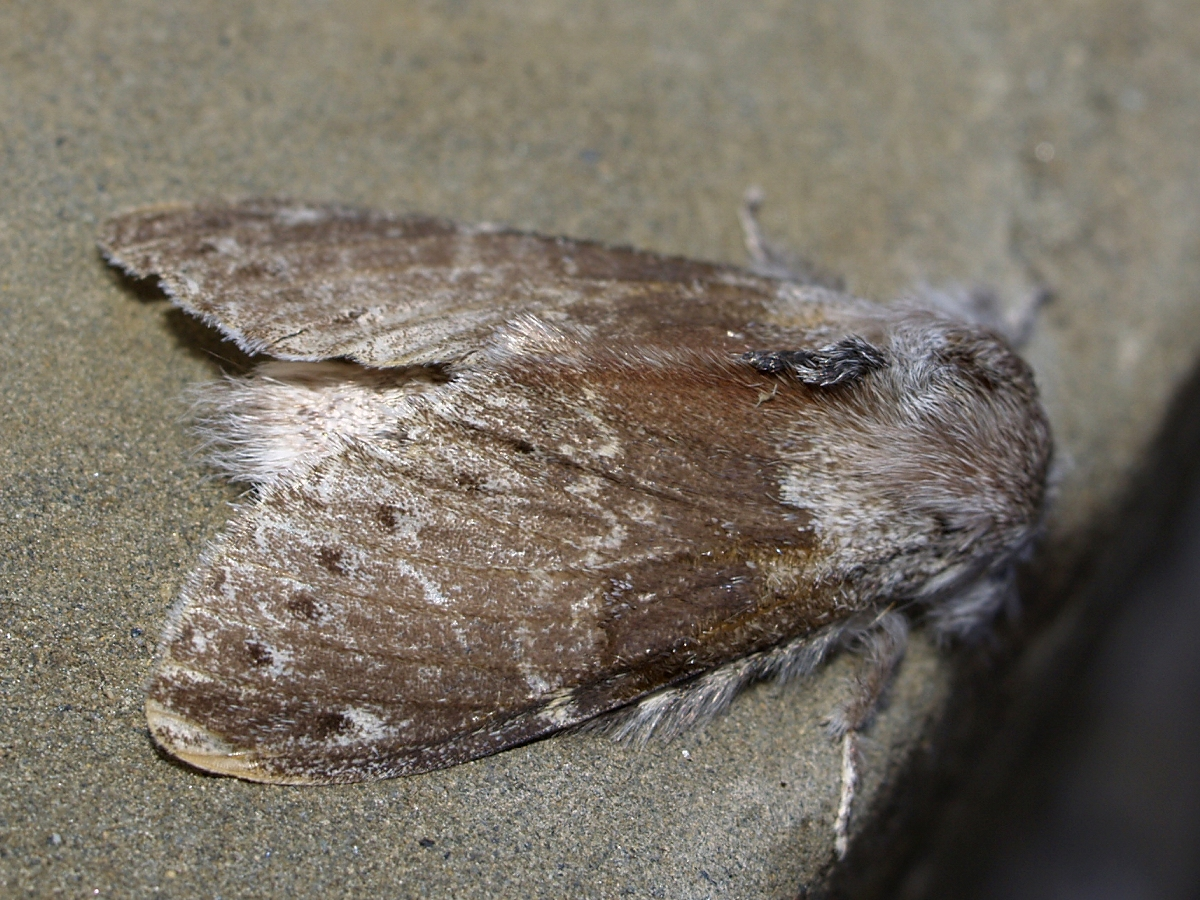
Adult
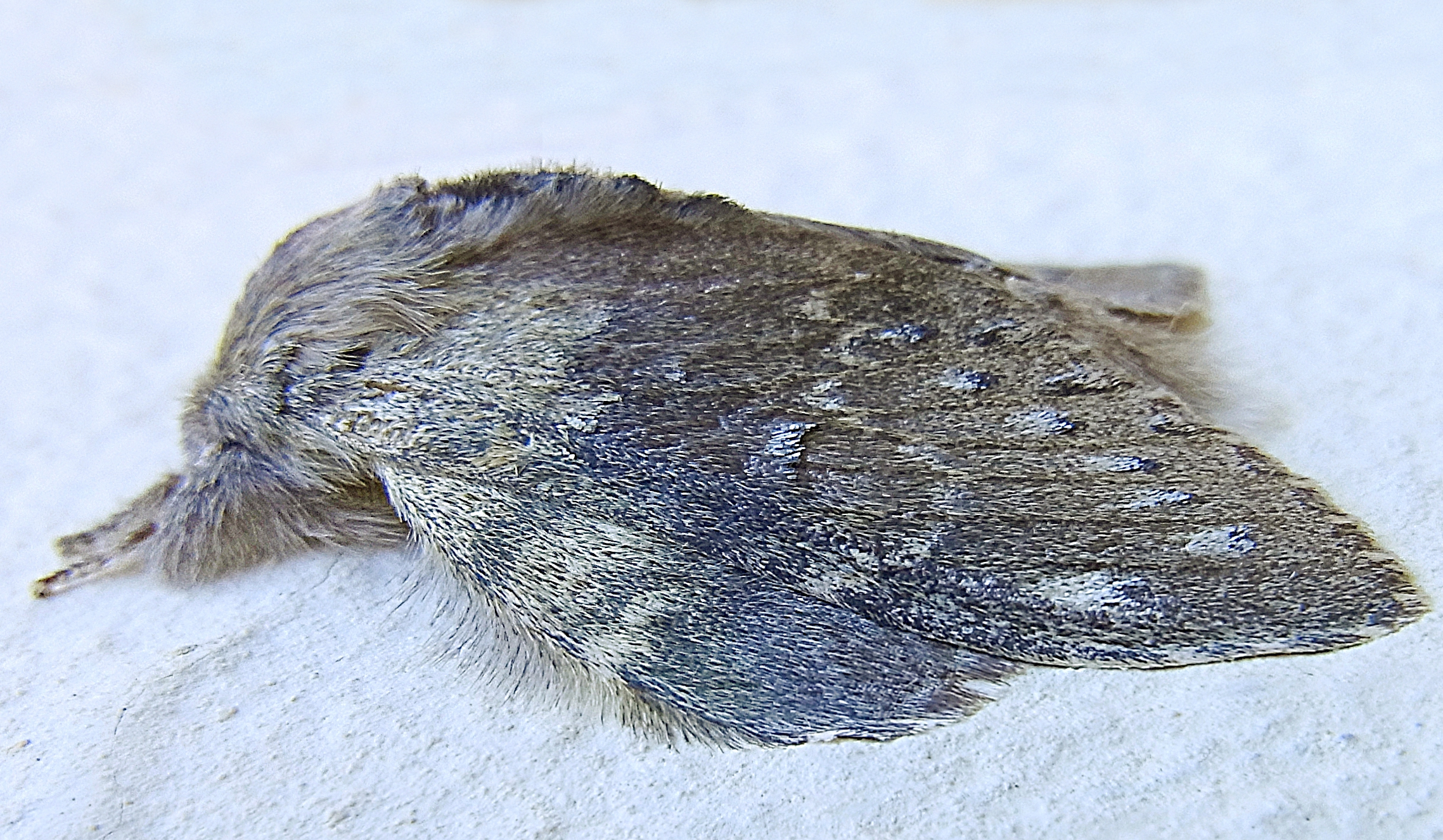
Adult
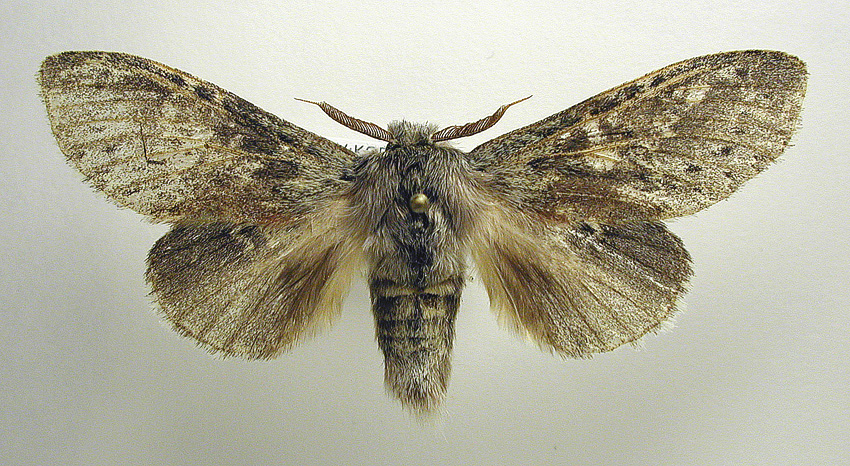
Adult
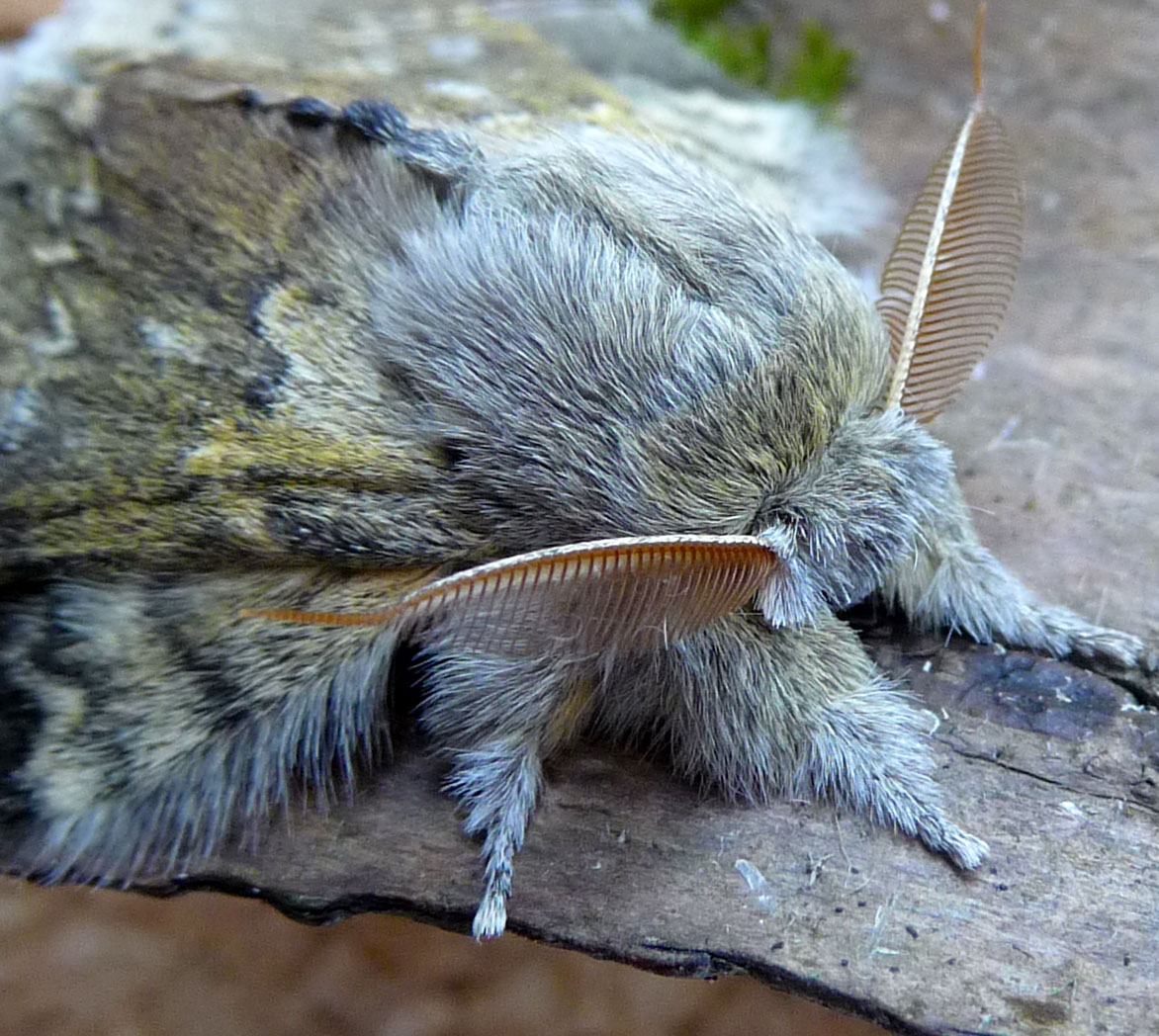
Detall adult
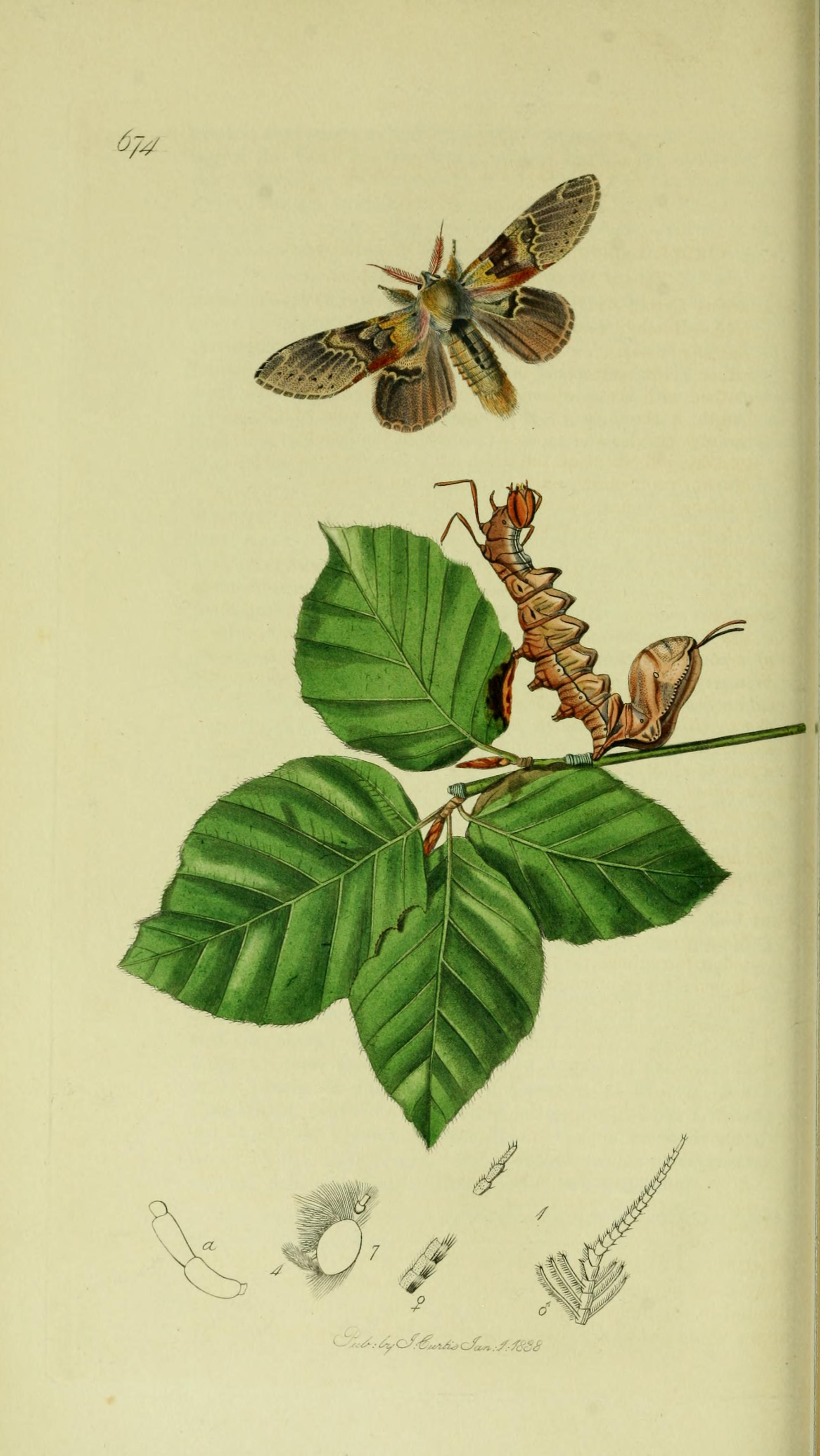
Il·lustració del volum 5 d'Entomologia Britànica de John Curtis